# كيفن دودلي
كيفن دودلي (بالإنجليزية: Kevin Dudley)‏ هو لاعب كرة قدم أمريكية أمريكي، ولد في 2 يناير 1982 في أوكسفورد في الولايات المتحدة.

## وصلات خارجية
- كيفن دودلي على موقع مرجع كرة القدم المحترفة.كوم (الإنجليزية)